# Гарбузівка (зупинний пункт, Куп'янська дирекція Південної залізниці)
Гарбузі́вка — пасажирський залізничний зупинний пункт Куп'янської дирекції Південної залізниці.
Розташований неподалік біля смт Вільча, Вовчанський район, Харківської області на лінії Оливине — Огірцеве між станціями Білий Колодязь (13 км) та Вовчанськ (5 км).
Станом на травень 2019 року щодоби три пари приміських дизель-поїздів здійснюють перевезення за маршрутом Вовчанськ — Куп'янськ-Вузловий.